# Mahfoud Ould Lemrabott
Mahfoud Ould Lemrabott là một luật sư Mauritania, từng đứng đầu Tòa án tối cao Mauritania. Ông mất ngày 11 tháng 5 năm 2013.